# Tympanocryptis macra
Tympanocryptis macra — вид ігуаноподібних ящірок родини агамових (Agamidae). Ендемік Австралії.

## Поширення і екологія
Tympanocryptis macra поширені від регіону Кімберлі в Західній Австралії на схід до північного заходу Північної Території. Вони живуть в саванах, на луках і в чагарниках.